# Никулино (Ёгонское сельское поселение, у деревни Попово)
Никулино — деревня в Весьегонском муниципальном округе Тверской области.

## География
Деревня находится в северо-восточной части Тверской области на расстоянии приблизительно 22 км на запад-юго-запад по прямой от районного центра города Весьегонск.

## История
Известна с 1646 года, когда принадлежала Ивану Андреевичу Коротневу. Дворов было 6(1859), 11 (1889), 17 (1931), 13(1963), 4 (1991), 1(2008),. До 2019 года входила в состав Ёгонского сельского поселения до упразднения последнего.

## Население
Численность населения: 57 человек(1859), 73 (1889), 71 (1931), 28(1963), 4(1991),, 3 (русские 100 %) в 2002 году, 0 в 2010.